# Nichel nativo
Il nichel nativo è un minerale descritto nel 1967 in base ad una scoperta avvenuta a Bogotà nei pressi di Canala in Nuova Caledonia. Il minerale contiene quasi esclusivamente nichel con piccole quantità di cobalto e di ferro.

## Morfologia
Il nichel nativo è stato scoperto sotto forma di granuli idiomorfici cubici di dimensione fino a 0,1mm euedrali o compenetrati, a volte geminati secondo (001).

## Origine e giacitura
Il nichel nativo si è formato in rocce ultramafiche serpentinizzate o come risultato di attività idrotermale a bassa temperatura.
Il primo campione trovato si ritiene si sia formato per alterazione dell'heazlewoodite mentre ritrovamenti successivi fanno supporre che si possa formare per lisciviazione di minerali contenenti nichel e ferro, in particolare l'awaruite.